# Zahras blaue Augen
Zahras blaue Augen (persisch چشمهای آبی زهرا, Tscheschmhā-ye ābi-ye zahrā) ist eine siebenteilige antisemitisch, verschwörungsideologische Fernsehfilm-Reihe des iranischen Staatsfernsehens, die erstmals im Dezember 2004 vom Sender IRIB Channel 1 ausgestrahlt wurde. In der Serie lässt ein israelischer Präsidentschaftskandidat palästinensische Kinder entführen, um ihnen Organe für seinen Sohn zu entnehmen.

## Inhalt
Yitzhak Cohen, Kandidat für das Amt des israelischen Ministerpräsidenten, lässt palästinensische Kinder entführen, um ihnen Organe zu entnehmen. So werden dem Mädchen Zahra die Augen herausoperiert, um sie Cohens blindem Sohn einzupflanzen. Ihr Großvater versucht sie mit der Hilfe eines äthiopischen Juden zu retten, wird dabei aber getötet. Cohen rechtfertigt sein Vorhaben damit, dass den Juden alles vom Euphrat bis zum Nil gehöre. Schließlich verübt Zahras Bruder ein Selbstmordattentat.

## Rezeption und Wirkung
Die Reihe wurde in der Öffentlichkeit heftig dafür kritisiert, sich antisemitischer Stereotypen zu bedienen und Selbstmordattentate zu verherrlichen. Laut Klaus Holz und Michael Kiefer greift die Serie das alte europäische Stereotyp vom jüdischen Parasiten auf. In Frankreich wurde als Reaktion auf die Ausstrahlung der Serie die Verbreitung des iranischen Senders Sahar TV wegen des antisemitischen Inhalts der Serie verboten. In Deutschland erregte der Fall besonderes Aufsehen, als die türkische Filmversion (Filistinli Zehra’nın Gözleri) auf einer türkischen Buchmesse im Hof der Mevlana-Moschee in Berlin angeboten wurde. Die Staatsanwaltschaft leitete ein Ermittlungsverfahren wegen Volksverhetzung ein.
In Deutschland wurde die Reihe von der Bundesprüfstelle für jugendgefährdende Medien indiziert.